# Ølstykke Fodbold Club
Ølstykke Fodbold Club (forkortet Ølstykke FC, ØFC) er en dansk fodboldklub, der er hjemmehørende i den sydvestlige del af Ølstykke på Sjælland. Det sjællandske mandskab afvikler alle deres hjemmebanekampe på Ølstykke Stadion. De spiller på seniorplan i 2025/26-sæsonen i den lokale Sjællandsserien. Den nordsjællandske fodboldklub, der har 1000 medlemmer og 60 turneringshold (pr. 2025), er medlem af det lokale fodboldforbund Sjællands Boldspil-Union (FBU) og derigennem organiseret under Dansk Boldspil-Union (DBU).

## Klubbens historie
Ølstykke Idrætsforening (Ø.I.F.) blev stiftet i den 18. maj 1918 med Aksel Larsen som klubbens første formand, og havde igennem årene både fodbold og basketball på programmet. Klubben blev tilsluttet Sjællands Boldspil-Union i 1938. I september 1986 opløstes idrætsforeningen efter en afviklingsfest, men allerede i januar måned 1986 dannedes fodboldafdelingen som en selvstændig forening under det nye navn Ølstykke Fodbold Club 1918 (ØFC) på en generalforsamling. Den 11. januar 1986 etableredes Ølstykke Idræts Union på den stiftende generalforsamling og skulle fungere som paraplyorganisation for alle sportsforeninger i Ølstykke og talerør overfor blandt andet Ølstykke Kommune. Bestyrelsen havde året forinden ytret ønske om at fokusere på fodboldspillet og kanalisere fremtidige midler og indtægter til klubbens bedste mandskab under projektet "Resultater for alle pengene". Førsteholdet oplevede en række oprykninger i træk, startende fra den lokale serie 1 i 1981, til Danmarksserien i 1986 og endeligt avancering til den daværende tredjebedste danske fodboldrække, 3. division Øst, i 1988-sæsonen.
Klubben koketterede tidligere med at ville være den første amatørklub i Superligaen, hvilket blev sagt halvt i spøg og halvt i alvor, og skulle signalere at klubbens ledelse, trods en oprykning, ingen intentioner havde om at drive professionel fodbold. Denne holdning blev ændret i starten af 1996, da man fik tilladelse til at indføre kontraktfodbold, herunder et nyt aktivselskab med separat ledelse, med det formål at sikre en større kontinuitet i spillertruppen. Klubbens 1. hold har spillet i den næstbedste række i en række sæsoner, hvor holdets bedste placering (pr. september 2009), en 5. plads (en enkelt placering og tre point fra oprykning), stammer fra forårssæsonen 1995 i den forhenværende Kvalifikationsligaen. Klubbens bedste resultat i DBU's Landspokalturnering er (pr. september 2009) to semifinaler to sæsoner i træk, 1989/90-sæsonen og 1990/91-sæsonen. Tidligere førsteholdstrænere for klubbens førstehold omfatter blandt andet Michael Schäfer (1996-1998), Benny Johansen (2002-2004), Michele Guarini (2004-2006) og Clement Cliford (2008).
I starten af årtusindeskiftet dannedes et samarbejde på ungdomsplan for årgangsholdene U/16, U/17 og U/19 mellem Ølstykke FC og nærliggende fodboldklubber Stenløse Boldklub og Slagslunde-Ganløse Idrætsforening under det fælles holdnavn "Team Egedal".
Klubbens mandskab i divisionerne skiftede den 1. juli 2009 navn til FC Egedal samtidig med indførsel af et nyt logo (med en kongeørn) og en ny grøn/hvid spilledragt, med planer om at fungere som den professionel overbygning på moderklubben efter at have fået en godkendelse af Dansk Boldspil-Union (DBU). Forinden havde ledelsen mislykkedes at overtage naboklubben Stenløse Boldklub om at etablere en bredt favnende eliteoverbygning fodboldklubberne imellem. Den hidtidige cheftræner italienske Giuseppe Favasuli, som overtog cheftrænerposten i maj 2008, skulle efter planen fortsætte som 1. seniortræner for eliteklubbens mandskab i 2. division Vest. Alle planer blev imidlertid opgivet kort tid efter, i slutningen af juli måned (uge 31) samme år, grundet store økonomiske problemer i det professionelle selskab bag eliteholdet. Som en konsekvens af at være begæret konkurs af det nationale fodboldforbund blev 1. seniorholdet jævnfør de gældende regler tvangsnedrykket to rækker før starten på den nye sæson, og måtte starte 2009/10-sæsonen i den bedste sjællandske lokale fodboldrække, Sjællandsserien.
I 2011 blev klubben sluttet sammen med naboklubben Stenløse Boldklub og omdannet til SC Egedal I 2015 trådte Stenløse ud af fusionen, og Ølstykke FC blev genetableret i Serie 3. Klubben befinder sig i dag i Sjællandsserien.